# Saint-Ouen-la-Thène
Saint-Ouen-la-Thène (tot 2013: Saint-Ouen) is een gemeente in het Franse departement Charente-Maritime (regio Nouvelle-Aquitaine) en telt 140 inwoners (2004). De plaats maakt deel uit van het arrondissement Saint-Jean-d'Angély.

## Geografie
De oppervlakte van Saint-Ouen-la-Thène bedraagt 7,0 km², de bevolkingsdichtheid is 20,0 inwoners per km².
De onderstaande kaart toont de ligging van Saint-Ouen-la-Thène met de belangrijkste infrastructuur en aangrenzende gemeenten.

## Demografie
Onderstaande figuur toont het verloop van het inwonertal (bron: INSEE-tellingen).